# Трновски устав
Трновски устав (буг. Търновска конституция) је био први устав Бугарске, усвојен 16. априла 1879. године у Великом Трнову, престоници тадашње Кнежевине Бугарске. Остао је на снази и након проглашења Бугарске Краљевином 1908. године и важио је до 4. децембра 1947. године, када је замењен Димитровљевим уставом. 

## Устав
Трновски устав донет је након стицања независности Бугарске, одлукама Берлинског конгреса. Велике силе ревидирале су Санстефански мировни споразум на конгресу у Берлину, уз арбитражу Отона фон Бизмарка, немачког канцелара и једног од најзначајнијих политичара свога времена. Санстефанска „Велика Бугарска” је смањена на трећину и подељена између Кнежевине Бугарске, која је стекла пуну независност, и Источне Румелије, која је стекла аутономију под Османским царством. Први бугарски устав усвојен је 16. априла 1879. године од стране Народне уставотворне скупштине која је заседала у Великом Трнову, по чему је устав и добио назив „Трновски”. Узор му је био Белгијски устав из 1831. године. Трновски устав био је буржоаско-либерални по свом карактеру и сматра се напредним за своје време. Власт у Бугарској подељена је на законодавну, извршну и судску. Устав је предвиђао министарску одговорност, имунитет посланика и неповредивост приватне својине. Садржао је клаузулу која је формално установила Бугарску православну цркву као званичну религију Кнежевине, иако су се и остале религије сматрале једнакима. Амандманима из 1893. и 1911. године ојачана је кнежевска, односно краљевска власт. Трновски устав остао је у употреби до 4. децембра 1947. године, када је замењен Димитровљевим уставом.